# Mohamed Nezlioui
Mohamed Nezlioui (en arabe : محمد نزليوي) est un footballeur algérien né le 17 février 1977 en Algérie. Il évoluait au poste de milieu de terrain.

## Biographie
Il évolue en première division algérienne avec le club, du NA Hussein Dey. Il dispute 43 matchs en Ligue 1.